# Röhrenwurm

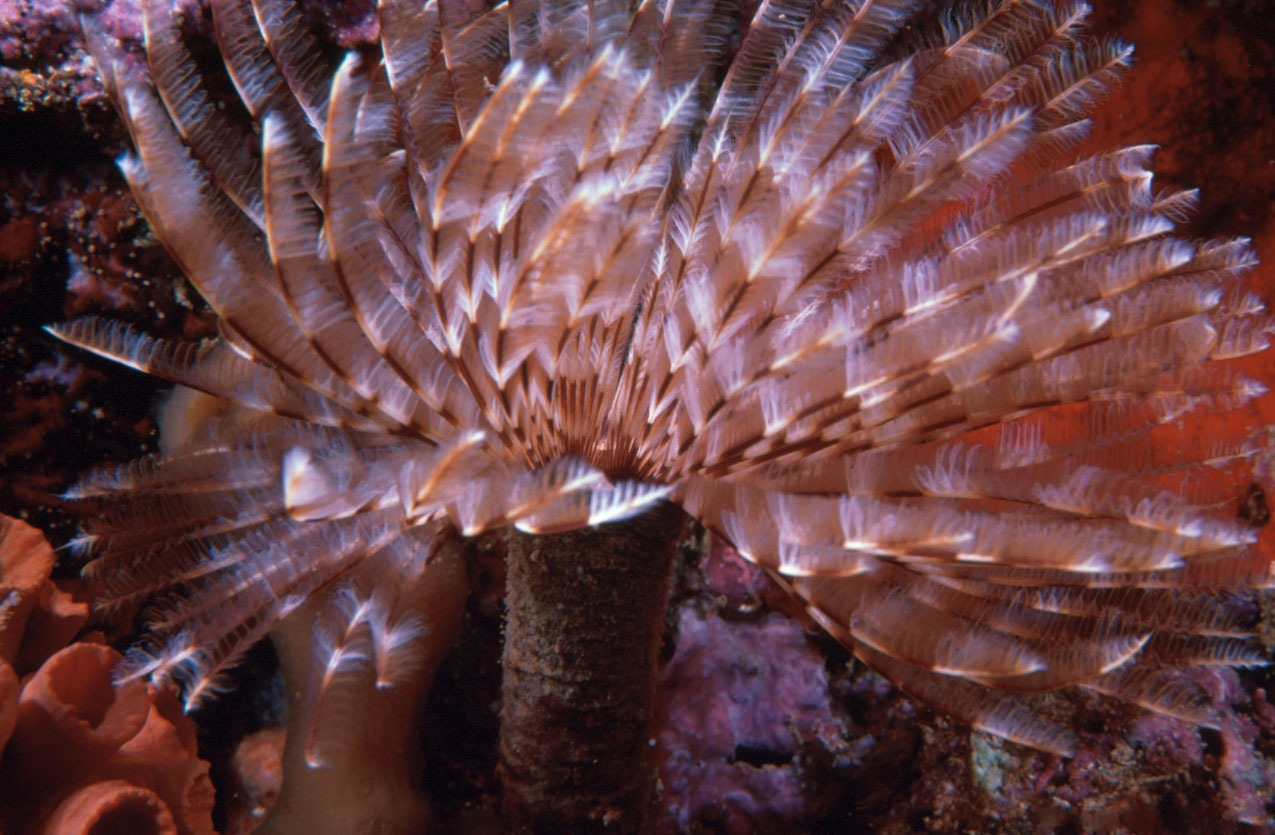
Eudistylia polymorpha, ein Vertreter der Sabellida

Als Röhrenwürmer werden in der Biologie verschiedene Gruppen von Würmern bezeichnet, die sessil in selbst gebauten Röhren im Meer leben. Zumeist handelt es sich dabei um Ringelwürmer. Dazu zählen:
- Federwürmer (Sabellidae)
- Kalkröhrenwürmer (Serpulidae)
- Sandkorallen (Sabellariidae)
- Bartwürmer (Pogonophora)
- Schlammröhrenwürmer (Tubificinae)
- Hufeisenwürmer (Phoronida)